# Tres Sargentos
Tres Sargentos is een plaats in het Argentijnse bestuurlijke gebied Carmen de Areco in de provincie Buenos Aires. De plaats telt 324 inwoners.